# A Biblia Einstein szerint
A Biblia Einstein szerint (The Bible According to Einstein) 1999-ben a Jupiter Scientific gondozásában kiadott könyv (ISBN 0965517691) a világmindenség, a föld és az életről alkotott tudományos munkák gyűjteménye, mely a legtöbb népszerű tudományos ismeretterjesztő könyv magyarázó stílusa helyett, a Szent Biblia mintájára csaknem biblikus, majdnem költői és néha metaforikus nyelvezetet használ a 20. század végéig összegyűjtött tudományos ismerethalmaz leírására. 
A könyv a tudományos felfedezések és meglátások átfogó, tömör kivonatát kívánja adni. Maga a könyv a Biblia formáját utánozva két részre lett osztva, melynek címei „Ótestamentum” és „Újtestamentum”.
Az „Ótestamentum” rész a világmindenség teremtésének kezdeti pillanatábani állapotától az emlősök és az ember megjelenéséig tartó folyamat tudományos ismereteit írja le a Biblia nyelvezetéhez hasonló módon. Részletesen összegezi jelenlegi ismereteinket a csillagok és galaxisok megjelenéséről, a nap és a föld formálódásáról. Az „Ótestamentum”-ban a világegyetem történetét a kezdetektől a jelenidőkig vezeti végig. Bolygónk említésre méltó geológiai és biológiai fejlődését írott szavak támasztják fel az élet kialakulásától az összetett organizmusok növekedésén keresztül a hüllők uralmán át az emlősök és az ember megjelenéséig a világegyetem és a világunk kifejlődése valóban bámulatos történetét.
Az „Újtestamentum” témája az emberiséget érintő nagy kérdések mint például „Mik azok a természeti parancsok, amik mindent vezérelnek?”, vagy „Hogy alakult ki az emberi spiritualizmus és intelligencia?”. E kérdések megválaszolása mellett leírja a természet törvényeit és rávilágít a világegyetem rendkívüli mestermunkájára. Az olvasó feldezheti a természet alapelemeit a kvarkoktól az atomig, a DNS kettős spiráljától a sejtekig, a földtől az égitestekig és így feltárul a világmindenség lényegi szépsége. A Nobel-díjas fizikus Richard Feynman egyszer valami olyasmit mondott hogy „Az a tény, hogy értem ezt a rózsát, a felületéről visszaverődött fényt, hogy sejtekből épül fel, hogy miért vörös, hogy mi a méhek vonzódásának evolúciós erede stb. – mindezek a dolgok egyáltalán nem csökkentik a szépségének élvezetét. Ellenkezőleg. Mindegyik csak növeli azt.”